# Església parroquial de Sant Bartomeu de Sóller
L'església parroquial de Sant Bartomeu de Sóller està situada a la plaça de la Constitució, de la qual és l'edifici més emblemàtic. Aquest temple, en la seva llarga història ha tengut cinc etapes constructives.

## El primitiu temple medieval
El primer temple va ser creat per Ferrer de Sant Martí, paborde de Tarragona, que havia estat beneficiari del Repartiment fet per Jaume I. Aleshores el temple ja es va posar sota l'advocació de Sant Bartomeu. Poc sabem d'aquesta primera edificació gòtica, probablement d'estructura ben simple.

## L'església gòtica

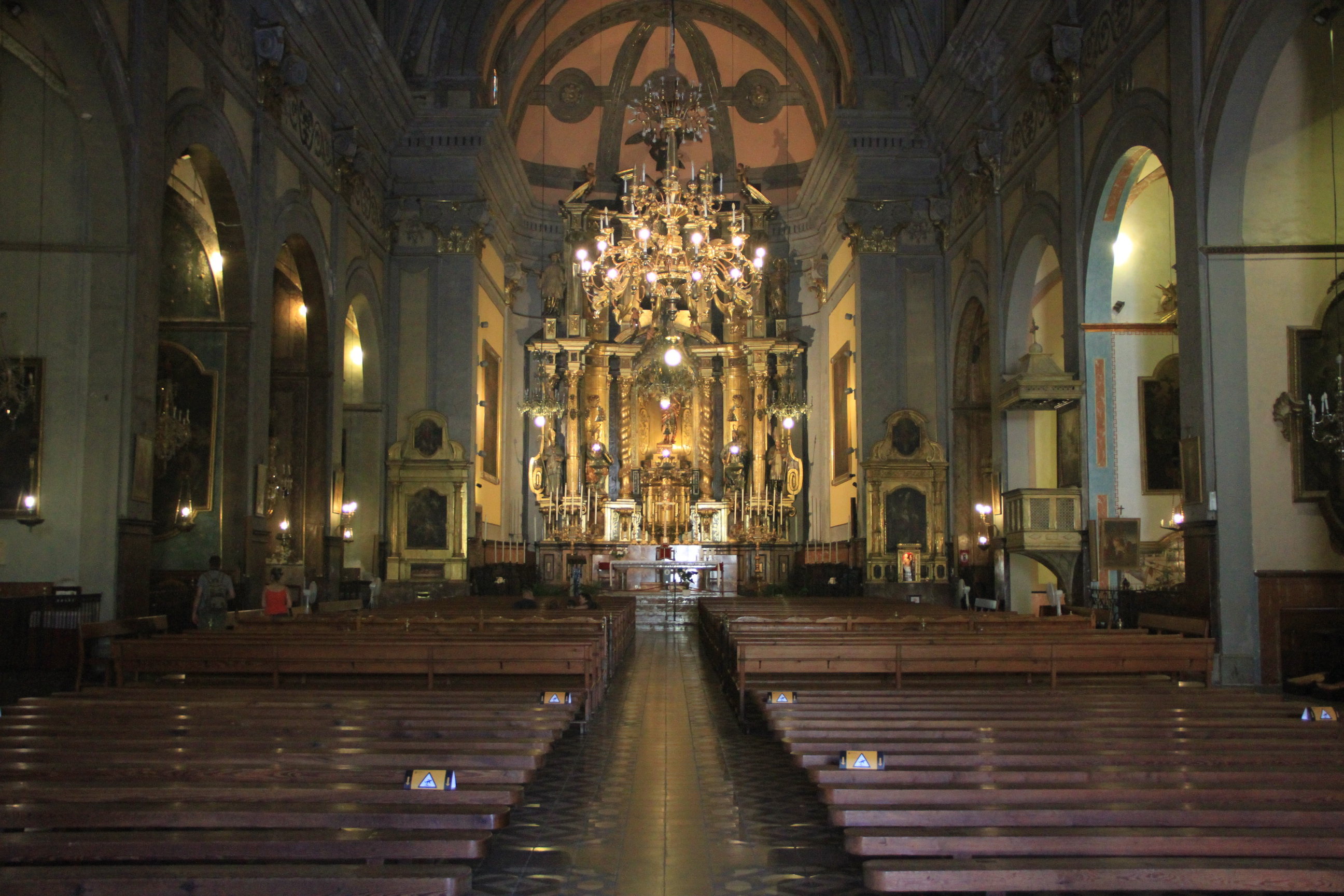
Interior

L'any 1370 el temple primitiu ja estava en estat ruïnós i es va començar a edificar un nou buc de tall més adequat a les necessitats de la població. L'any 1492 l'arquebisbe fra Joan de Déu, bisbe auxiliar de Mallorca, va consagrar el nou temple. L'església tenia la façana principal allà mateix on ara hi ha el portal lateral, o portal de Dalt. Encara s'hi pot veure un portal de mig punt cegat i, damunt, un finestral de tradició romànica. La capçalera es trobava allà on ara hi ha el carrer de Joan Baptista Ensenyat i s'hi pot veure un finestral de gust romànic.

## El fort de l'església
Després de l'atac i saqueig dels turcs de 1561 per part del corsari Otxalí, hom decidí construir una fortificació que tancàs el recinte de l'església i el fossar i servís de refugi de la població en cas d'un nou assalt. D'aquesta fortificació encara se'n conserva la porta del carrer de Santa Bàrbara. També es construí una gran sagristia per servir de refugi i alhora complir les funcions de sagristia.

## L'església barroca

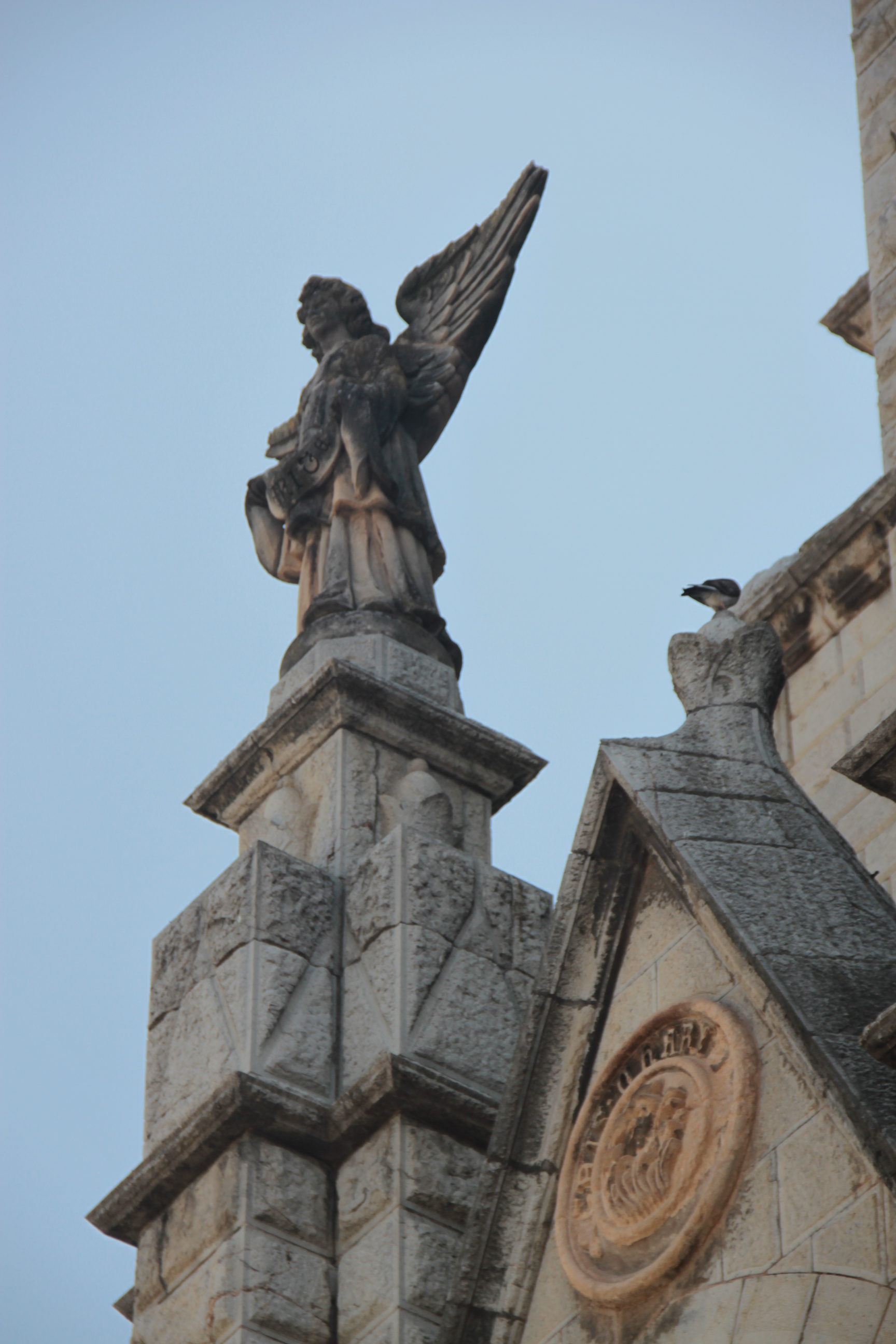
Portal principal (detail)

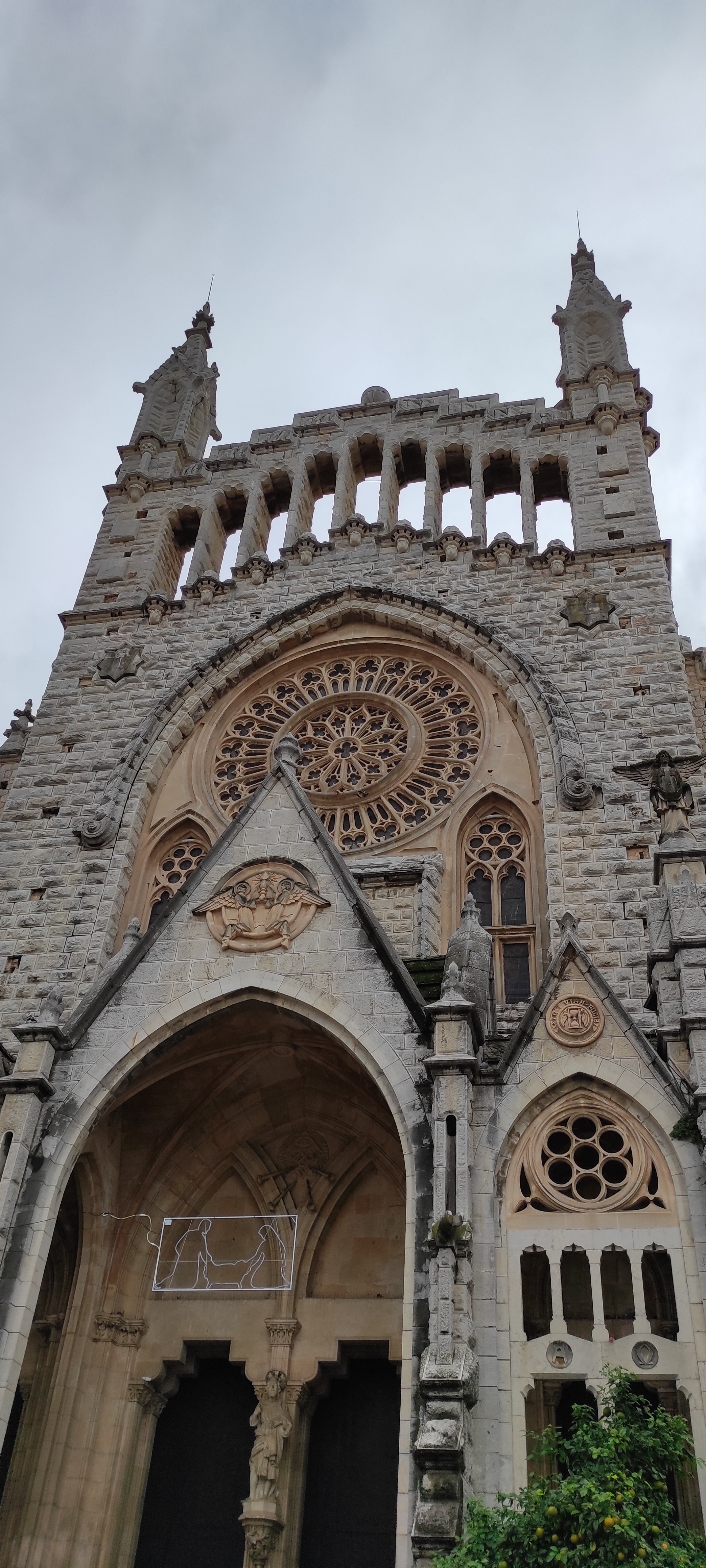
Façana principal

Aquesta nova obra es posà en marxa a finals del segle xvii. El mestre major de les obres va ser Lluc Mesquida i Rosselló. Es varen construir sis trams, a més del presbiteri. Es va cobrir l'església amb voltes de creueria i es construí la capella fonda del Roser, coberta amb cúpula sobre petxines i coronada amb un llanternó. Al carrer de Joan Baptista Ensenyat es poden veure les pedres cantoneres de l'església barroca i una part de la murada del fort, amb espitlleres, que va ser aprofitada com una de les parets de l'església. El 1711 Rafel Torrens beneí les noves obres, quan no estaven encara acabades. La primera volta que es va construir data de 1729 i a la clau hi ha representat Sant Bartomeu triomfant; a la clau de la segona volta (1730) està representada la Mare de Déu de Bonany, copatrona de Sóller; a la tercera hi ha l'escut de Sóller (1730); a la quarta s'hi veu el martiri de Sant Bartomeu (1731) i a la cinquena clau hi ha la Mare de Déu de la Victòria sobre tres sarraïns, en al·lusió als fets de 1561. La volta número sis va ser col·locada el 1733 i la set, amb la Mare de Déu de les Neus, l'any 1907.

## Les obres modernistes
Es varen iniciar el 1904, sent rector Sebastià Maimó. El bisbe Pere Joan Campins posà la primera pedra. Es va fer la façana nova d'estil modernista amb trets neogòtics, s'enderrocà la fortificació i es va posar una tanca de pedra viva i ferro forjat. El projecte és de l'arquitecte Joan Rubió i Bellver. Destaca el pòrtic amb una triple obertura amb arcs apuntats i rematats per frontons triangulars. A la façana cal destacar també la gran rosassa i dos vitralls. A la part superior hi ha 9 obertures flanquejades per dos pinacles. El pòrtic és cobert per una volta de creueria i el portal és dividit per un mainell on hi ha l'escultura de Sant Bartomeu de Joan Alcover. Del campanar és interessant el primer cos, on s'hi veu la volta de creueria del segle xiv. Durant el barroc s'hi afegí un altre pis (1749). Està format per una torre de cinc cossos amb una cúpula piramidal. El projecte és de Joan Sureda i les obres duraren del 1895 al 1900. La nit del 18 al 19 d'agost de 1946 un cicló tomà dos dels quatre pinacles del campanar, els altres dos s'enderrocaren per raons de seguretat el 1947. La nau és única, amb set capelles. Té dues entrades: el portal major, al qual s'accedeix per la plaça de la Constitució, i el Portal de Dalt. El cor es troba a una tribuna, damunt el portal principal i va ser construït entre 1908 i 1946. L'orgue està just damunt l'arc central del cor, fet per Lluís Scherer, va ser un reglar del bisbe Nadal col·locat el 1798.